# أوك غروف (مقاطعة بيرس)
أوك غروف، مقاطعة بيرس (بالإنجليزية: Oak Grove, Pierce County, Wisconsin)‏ هي بلدة تقع بولاية ويسكونسن في الولايات المتحدة. تبلغ مساحتها 103.1 (كم²)، وترتفع عن سطح البحر 312 م، بلغ عدد سكانها 2150 نسمة في عام 2010 حسب إحصاء مكتب تعداد الولايات المتحدة وتصل الكثافة السكانية فيها 21.1 نسمة/كم2.

## وصلات خارجية
- The US50 - Cities and Towns in Wisconsin State
- Wisconsin Cities and Towns, Facts, Map, Flag, Colleges, Government, and More